# 오스트레일리아의 대학 목록
2003년도에 제정된 연방 고등 교육 지원법(Higher Education Support Act)은 다음 3가지의 그룹으로 오스트레일리아의 고등 교육 제공자를 규정한다: 대학, 사립 고등 교육 기관, 각 주와 지역에 의해 인정받은 고등 교육 기관. 또한, 이 3곳의 학생들은 학자금 지원을 받을 수 있다.

## 지역별 대학
오스트레일리아의 각 주와 지역에는 다음과 같은 대학들이 존재한다:

### 뉴사우스웨일스주
- 호주 가톨릭 대학교 (ACU)
- 찰스 스터트 대학교 (CSU)
- 매쿼리 대학교 (MQ)
- 서든크로스 대학교 (SCU)
- 뉴잉글랜드 대학교 (UNE)
- 뉴사우스웨일스 대학교 (UNSW)
- 오스트레일리아
- 시드니 대학교 (USYD)
- 시드니 공과대학교 (UTS)
- 웨스턴시드니 대학교 (UWS)
- 울런공 대학교 (UOW)

### 퀸즐랜드주
- 호주 가톨릭 대학교 (ACU)
- 본드 대학교
- 센트럴 퀸즐랜드 대학교 (CQU)
- 그리피스 대학교 (GU)
- 제임스쿡 대학교 (JCU)
- 퀸즐랜드 공과대학교 (QUT)
- 퀸즐랜드 대학교 (UQ)
- 서든 퀸즐랜드 대학교 (USQ)
- 선샤인코스트 대학교 (USC)

### 빅토리아주
- 호주 가톨릭 대학교 (ACU)
- 디킨 대학교
- 연방 대학교 (FedUni)
- 라 트로브 대학교
- 모나쉬 대학교
- 로얄 멜버른 공과대학교 (RMIT)
- 스윈번 공과대학교 (SUT)
- 멜버른 대학교
- 빅토리아 대학교 (VU)

### 웨스턴오스트레일리아주
- 커틴 공과대학교 (CUT)
- 에디트 코완 대학교 (ECU)
- 머독 대학교
- 노트르담 대학교
- 서호주대학교 (UWA)

### 사우스오스트레일리아주
- 사우스오스트레일리아 대학교 (UniSA)
- 애들레이드 대학교
- 플린더스 대학교

- 카네기 멜론 대학교 (오스트레일리아)

### 오스트레일리아 수도 준주
- 호주국립대학교 (ANU)
- 캔버라 대학교

### 태즈메이니아주
- 태즈메이니아 대학교 (UTAS)

### 노던 준주
- 찰스 다윈 대학교 (CDU)

## 학회 및 협력구성체
- 유니버시티스 오스트레일리아 – 가장 포괄적인 고등 교육 기관 그룹
- 그룹 오브 에이트 – 주요 연구 중심 대학들의 그룹
- 오스트레일리언 테크놀러지 네트워크 – 기술교육 및 연구에 초점이 맞춰진 대학 그룹
- 이노베이티브 리서치 유니버시티스 오스트레일리아 – 연구에 초점이 맞춰진 대학 그룹
- 오픈 유니버시티스 오스트레일리아 – 기존의 강의방식 외 원격 교육 강의를 제공하는 대학들의 모임
- 레저널 유니버시티스 네트워크 - 지역 거점 대학 그룹
- 샌드스톤 유니버시티스 (사암 대학) - 오스트레일리아의 가장 오래된 대학들의 비공식 모임
- 오스트레일리언-유러피언 네트워크 (Utrecht Network) - 교환 학생 프로그램 협약을 맺은 7개의 오스트레일리아 대학들과 31개의 유럽 대학 그룹[3]
- NUW 얼라이언스 - 뉴사우스웨일스주 주요 대학들의 그룹

## 고등 교육 제도
영연방 국가인 호주의 정규 대학 학사 과정은 일반적으로 영국과 같이 3년제를 유지하고 있다. 석사 과정의 수료는 1~2년이, 박사 과정은 4~5년이 요구되는 것이 보통이다.

## 같이 보기
- 대학 목록